# Zdeněk Pololáník
Zdeněk Pololáník (25. října 1935 Brno – 12. srpna 2024 Ostrovačice) byl český hudební skladatel, varhaník a pedagog. Jeho tvorba zahrnovala kromě skladeb pro koncertní provozování a hudby filmové, televizní a scénické také duchovní hudbu, psanou k praktickým liturgickým účelům.

## Život a dílo
Zdeněk Pololáník se narodil v Brně, ale jeho rodiče žili v Tišnově, kde měli pronajatý hostinec Na Humpolce. V raném dětství se rodina odstěhovala do Ostrovačic, kde žil celý život. 
Na brněnské konzervatoři studoval varhany u Josefa Černockého a skladbu u Františka Suchého (1952–1957). Poté pokračoval ve studiu skladby na Janáčkově akademii múzických umění (JAMU) v Brně u Viléma Petrželky a Theodora Schaefera. Po absolutoriu v roce 1962 se věnoval skladbě jako svobodnému povolání. 
Je autorem více než 700 děl, z toho cca 400 kompozic tvoří filmová, televizní a scénická hudba. Je považován za pokračovatele Josefa Bohuslava Foerstera, jeho hudba je duchovně orientovaná. V 60. letech byl členem avantgardní brněnské skladatelské Skupiny A, tehdy vytvořil jednu z prvních elektronických skladeb v Československu. Jeho skladby se stále hrají nejen v pětadvaceti zemích Evropy, ale i v Japonsku, Spojených státech amerických, Rusku či na Novém Zélandu. V posledních letech svého života pro brněnskou jednotu Musica sacra zkomponoval Antifony k přijímání; nedokončeným dílem zůstaly žalmy na všední dny liturgického roku.
V letech 1990–1994 působil jako varhaník v brněnské katedrále sv. Petra a Pavla a v roce 1990 založil na JAMU oddělení duchovní hudby a pedagogicky zde působil. Byl také ředitelem kůru a varhaníkem v Ostrovačicích u Brna.     
V roce 2005, u příležitosti jeho 70. narozenin, byl po něm pojmenován Mezinárodní varhanní festival Zdeňka Pololáníka v České Třebové, jehož dramaturgyní je Irena Chřibková. Od roku 2010 se několikrát konala akce Hudební jaro Zdeňka Pololáníka v Tišnově.
V roce 2001 byl na Velehradě oceněn Řádem sv. Cyrila a Metoděje, v roce 2007 mu brněnský biskup Vojtěch Cikrle udělil medaili sv. Petra a Pavla a v roce 2010 obdržel stříbrnou Svatovojtěšskou medaili Arcibiskupství pražského. V roce 2005 obdržel Cenu Jihomoravského kraje a v roce 2023 Cenu města Brna za rok 2022. Obec Ostrovačice mu v roce 1998 udělila čestné občanství.
Jeho manželkou byla Jarmila Pololáníková, rozená Linková (sňatek 1965). S ní měl děti Petra (* 1973), který je dirigent a skladatel, a Janu, provdanou Kubovou (* 1969), která je varhanicí a hudební pedagožkou.   
Zemřel 12. srpna 2024 v Ostrovačicích, kde je také pochován v rodinném hrobě.